# Cimetière militaire allemand de Saint-Désir
Le cimetière militaire allemand de Saint-Désir, ou cimetière militaire allemand de Saint-Désir-de-Lisieux, est un cimetière militaire allemand situé à Saint-Désir, près de Lisieux, dans le Calvados, en France.
Il s'agit du plus petit des cimetières allemands de la région. Il jouxte le Cimetière militaire britannique de Saint-Désir.
Les 3 735 soldats inhumés ont pour la plupart été tués pendant les derniers combats de la bataille de Normandie et lors de la retraite allemande en août 1944.
Les tombes ont des stèles en grès rouges où sont listé les noms de quatre soldats.
Egon Mayer, Horst Hannig (en), Eugen-Ludwig Zweigart et Kurt Ubben (en) y sont enterré.

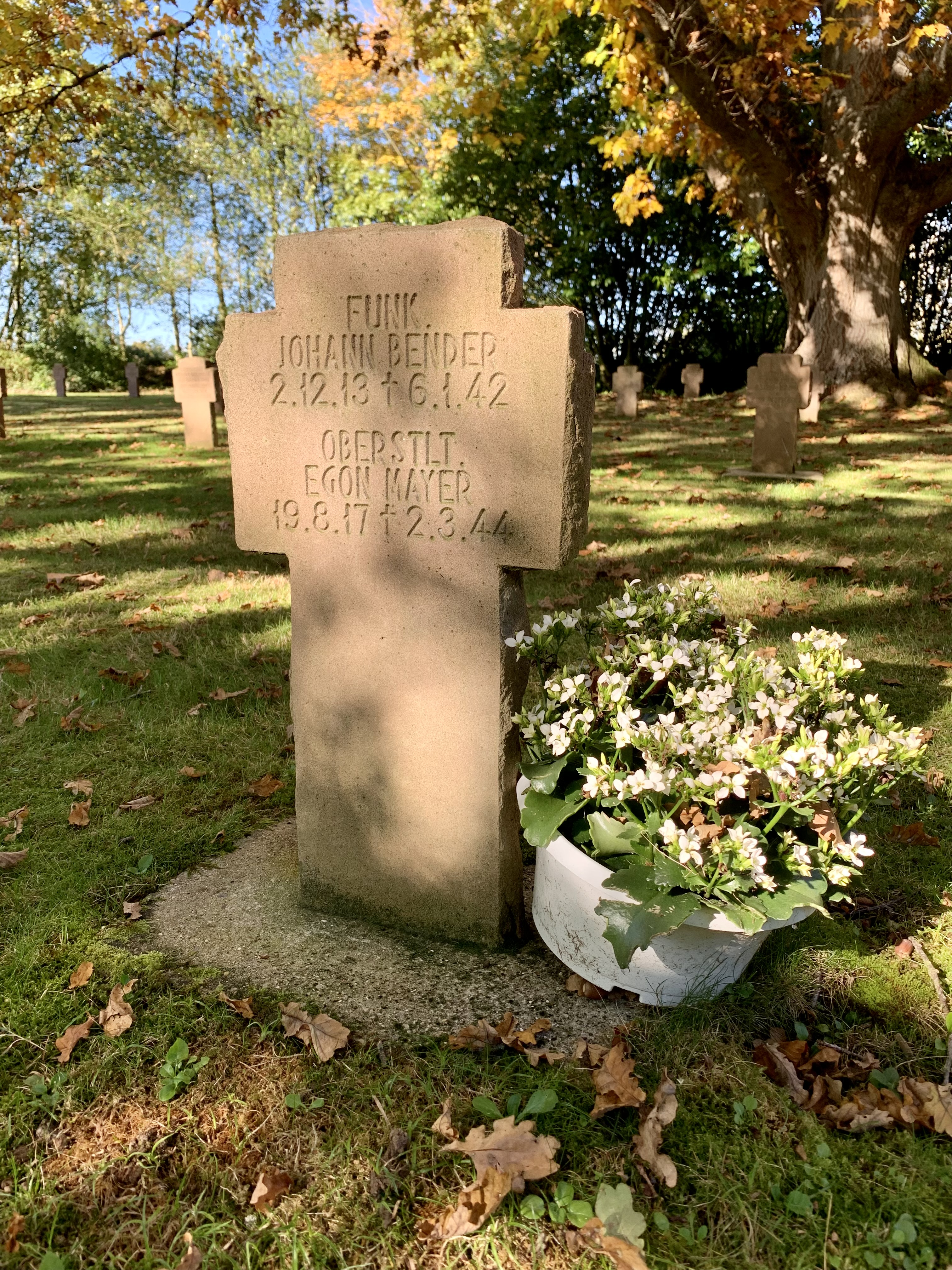
Stèle portant le nom d'Egon Mayer.
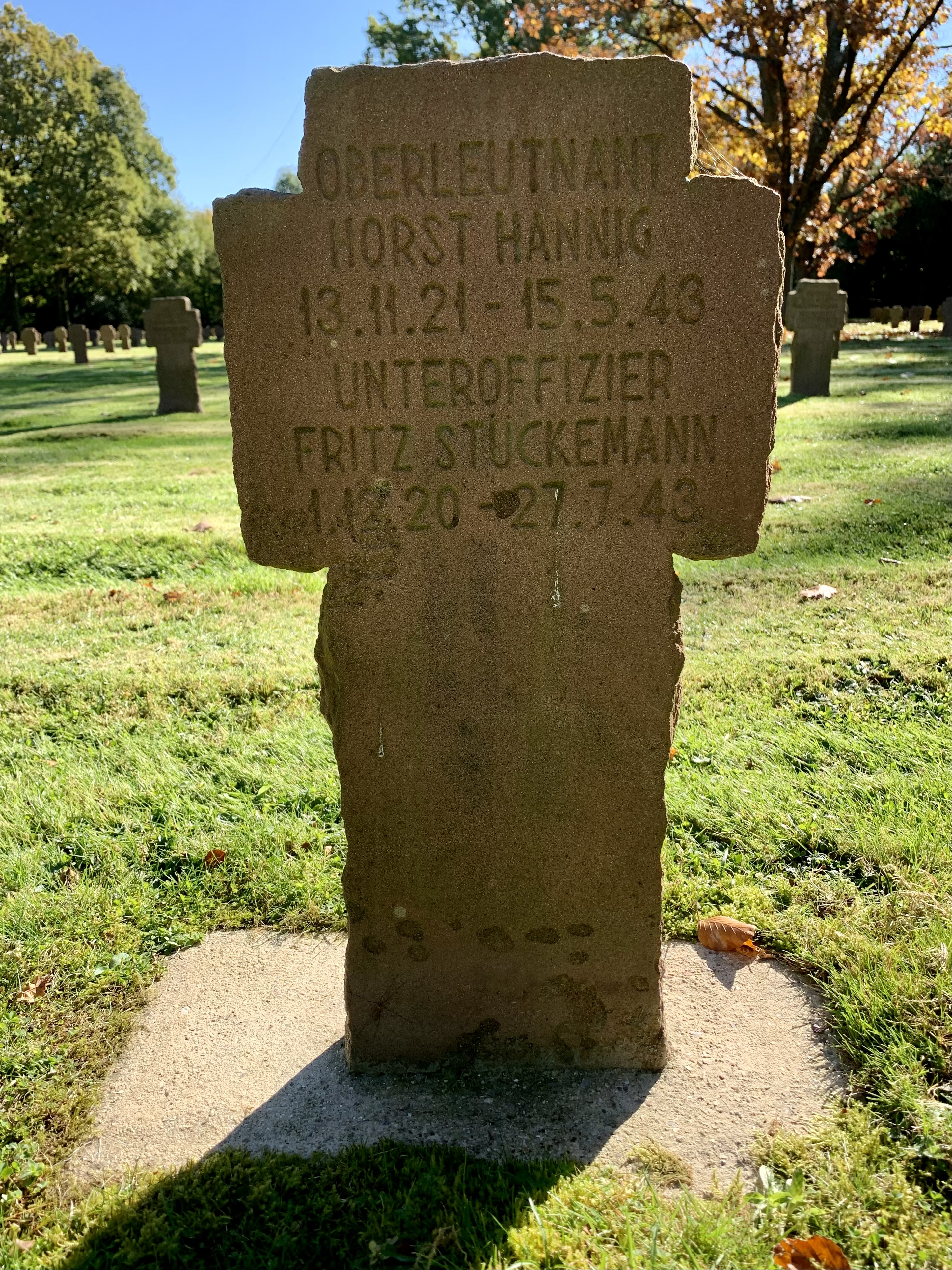
Stèle portant le nom d'Horst Hannig (en).
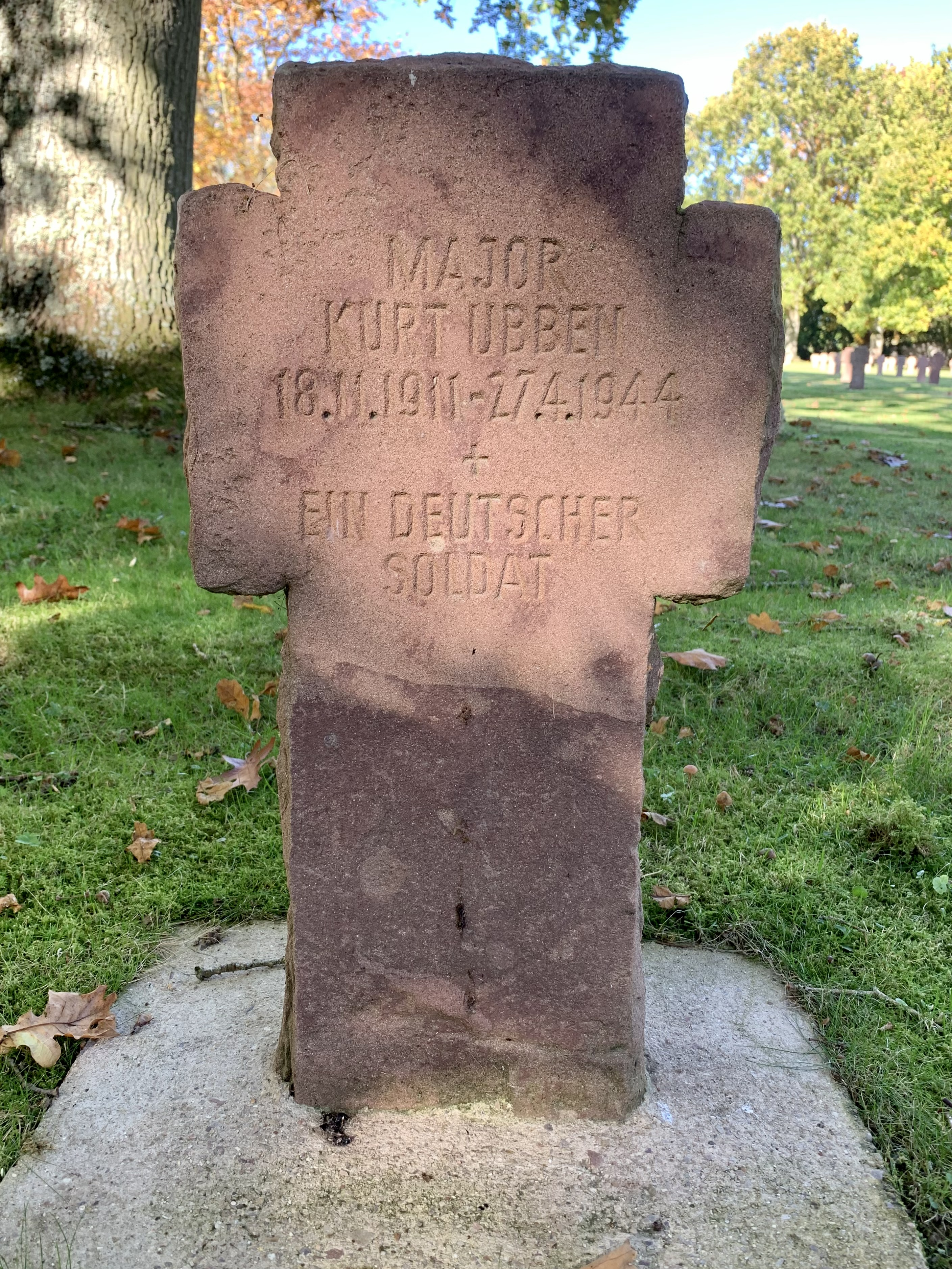
Stèle portant le nom de Kurt Ubben (en).